# 加內特角
66°56′S 143°46′E / 66.933°S 143.767°E
加內特角是南極洲的海岬，位於喬治五世地，是瓦特灣入口處的西部，由澳大利亞探險家率領的探險隊發現，現時由南極條約體系管理。